# Prunelli-di-Casacconi
Prunelli-di-Casacconi (korziško I Prunelli di Casacconi) je naselje in občina v francoskem departmaju Haute-Corse regije - otoka Korzika. Leta 1999 je naselje imelo 162 prebivalcev.

## Geografija
Kraj leži v severnem delu otoka Korzike 28 km južno od središča Bastie.

## Uprava
Občina Prunelli-di-Casacconi skupaj s sosednjimi občinami Bigorno, Campile, Campitello, Canavaggia, Crocicchia, Lento, Monte, Olmo, Ortiporio, Penta-Acquatella, Scolca in Volpajola sestavlja kanton Alto-di-Casaconi s sedežem v Campitellu. Kanton je sestavni del okrožja Corte.